# Ленґвортівський професор
Ле́нґвортівський профе́сор (англ. Langworthy Professor) — престижна іменна професорська посада на факультеті фізики та астрономії Манчестерського університету (Велика Британія).

## Історична довідка
Посаду Ленґвортівського професора експериментальної фізики було засновано у 1874 році у Коледжі Оуенса (англ. Owens College) в Манчестері на кошти у сумі 10 000 фунтів стерлінгів від пожертви за заповітом бізнесмена і політика Едварда Райлі Ленґворті (1797—1874). Коледж Овенса згодом (1904) став Манчестерським університетом Вікторії а потім (2004), увійшов до складу Манчестерського університету.

## Ленґвортівські професори
П'ять ленґвортівських професорів були нагороджені Нобелівською премією, а саме: Ернест Резерфорд, Лоренс Брегг, Патрік Блекетт, Ендрю Гейм і Костянтин Новосьолов.
Список Ленґвортівських професорів за роками перебування на цій посаді:
- 1-й 1874—1887 Бальфур Стюарт[en]
- 2-й 1887—1907 Артур Шустер
- 3-й 1907—1919  Ернест Резерфорд
- 4-й 1919—1937  Вільям Лоренс Брегг
- 5-й 1937—1953  Патрік Блекетт
- 6-й 1955—1960 Семюель Девонс[en]
- 7-й 1961—1972 Браян Флаверс[en]
- 8-й 1987—1990 Френсіс Ґрем-Сміт
- 9-й 1998—2001 Френк Рід[en]
- 10-й 2001—2007 Ендрю Лайн[en]
- 11-й 2007—2013  Ендрю Гейм
- 12-й 2013–  Костянтин Новосьолов[2].